# Костюченко Максим Анатолійович
Макси́м Анато́лійович Костюче́нко (нар. 5 серпня 1990, Чернігів, СРСР) — український футболіст, захисник. Відомий насамперед завдяки виступам у складі футбольного клубу «Арсенал-Київщина», чернігівської «Десна», київського «Арсенала» та низки інших українських клубів.